# Scaphytopius paulistanus
Scaphytopius paulistanus är en insektsart som beskrevs av Keti Maria Rocha Zanol 2000. Scaphytopius paulistanus ingår i släktet Scaphytopius och familjen dvärgstritar. Inga underarter finns listade i Catalogue of Life.